# Revé ta stohne Dnipr shyroky

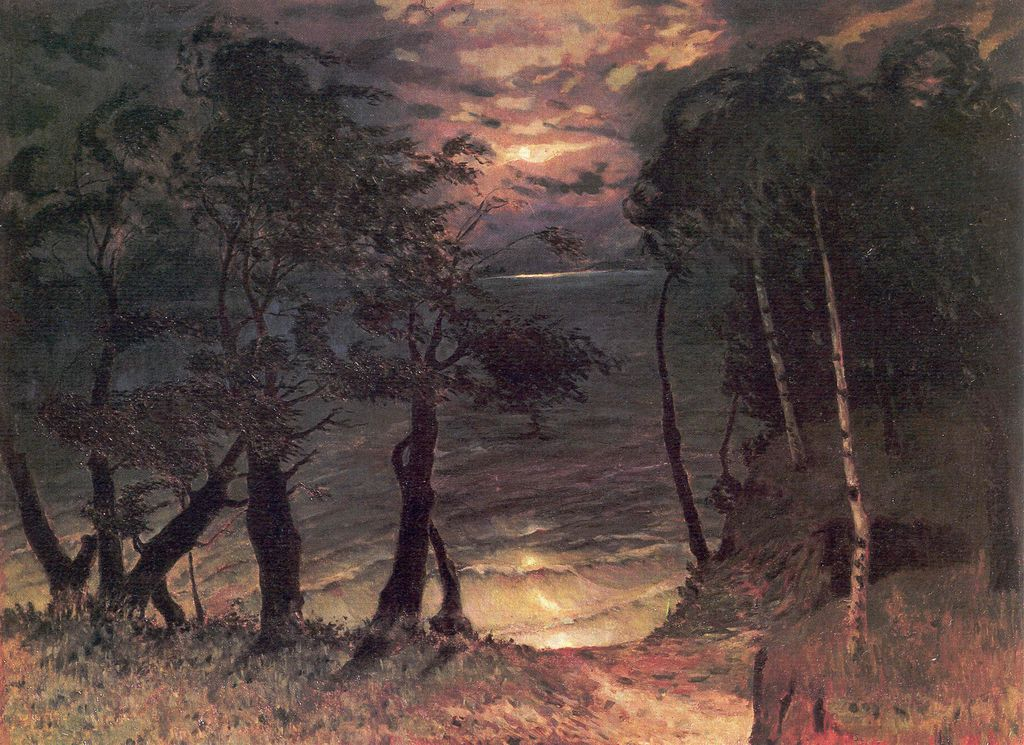
Evocación del poema por Mykola Buráchek, 1941

Revé ta stohne Dnipr shyroky (en ucraniano: Реве та стогне Дніпр широкий, «Ruge y gime el vasto Dniéper»; en ucraniano: Реве́ та сто́гне Дніпр широ́кий) es una canción tradicional ucraniana de origen literario. El autor del texto es el poeta nacional ucraniano Tarás Shevchenko: la canción constituye el inicio de la balada Prychynna («Hechizada»). Describe un paisaje romántico: las orillas del río Dniéper en la tormenta y la naturaleza circundante antes del amanecer. Durante la Segunda Guerra Mundial, la melodía de la canción se utilizó como la sintonía de la radio ucraniana Dnipró, y, hasta nuestros días, es la sintonía de Radio Ucrania.

## Historia
Shevchenko escribió esta balada hacia 1837 en San Petersburgo; fue una de sus primeras obras. La datación se basa en el testimonio autobiográfico del autor, en un informe de interrogatorio de la Fraternidad Santos Cirilo y Metodio (un círculo político clandestino ucraniano del que Shevchenko era miembro) en el cual el autor declaró haber empezado a escribir la obra en 1837, así como en una carta de Yevhén Hrebinka a Hryhori Kvitka-Ostoviánenko fechada el 18 de noviembre de 1838 y considerando la publicación de obras de Shevchenko en el almanaque Lástovka («La golondrina»).
El título retoma el primer verso de la balada.

## Música
La melodía habitual es obra del profesor y compositor Danylo Yákovych Kryzhanivsky (1856-1894), quien se la había dedicado al dramaturgo y actor Marko Kropyvnytsky. Cuando Kropyvnytsky llegó a Odesa de gira con una compañía ucraniana, Kryzhanivsky le mostró la partitura con su dedicatoria. Tras haberla interpretado en piano, Kropyvnytsky la calificó de obra maestra. Poco después, durante una actuación, cuando la orquesta y los coros habían comenzado la ejecución, el público se levantó y también cantó la canción. Así comenzó su trayectoria y acabó convirtiéndose en un himno nacional en Ucrania.
Las dos primeras ediciones de una colección de canciones acompañadas de partituras (1884-1886), entre las que figuraba Revé ta stohne... fueron incautadas por la policía zarista. En el tercer intento, el texto de Shevchenko fue publicado por primera vez acompañado de la partitura de Danylo Kryzhanovsky.

## Texto
| Texto original | Transcripción |
| --- | --- |
| 1. Реве та стогне Дніпр широкий, Сердитий вітер завива, Додолу верби гне високі, Горами хвилю підійма. 2. І блідий місяць на ту пору Із хмари де-де виглядав, Неначе човен в синім морі, То виринав, то потопав. 3. Ще треті півні не співали, Ніхто ніде не гомонів, Сичі в гаю перекликались, Та ясен раз у раз скрипів. | 1. Revé ta stohne Dnipr shyroky Serdyty viter zavyva, Dodolu verby hne vysoki, Horamy jviliu pidiima. 2. I blidy misiats na tu poru Iz jmary de-de vygliadav, Nenache choven v synim mori, To vyrynav, to potopav. 3. Shche treti pivni ne spivaly, Nijto nide ne homoniv, Sychi v hayu pereklykalys Ta yasen raz u raz skrypiv.     |
| Traducción literal | Traducción de Agustín Argüelles Manso |
| 1. Ruge y gime el vasto Dniéper, Furioso aúlla el viento, Dobla los altos sauces hasta el suelo, Levanta olas como montañas. 2. Y la luna pálida a esta hora Emerge aquí o allá de una nube Como un barco en un mar azul oscuro Que a veces se levanta y a veces se hunde. 3. Los gallos aún no habían cantado tres veces, Nadie habló en ninguna parte, Los búhos en el bosque se hicieron eco Y el fresno crujió una y otra vez. | 1. Brama el Dniéper y levanta Olas que rozan el cielo. Doblando los altos sauces Aúlla con furia el viento. 2. La luna, de vez en cuando, Entre nubarrones negros Se asoma y desaparece Como un barco en el Mar Negro. 3. No cantó el último gallo; La aldea sigue durmiendo; Sólo los mochuelos chillan; Cruje sin cesar el fresno. |

## Obras derivadas
En los años 1860, el compositor ucraniano Vladislav Zaremba compuso una pieza para piano basada en el poema.
En 1927, el escritor y compositor Hnat Jotkévych escribió una obra coral del mismo nombre.
En 1939, el dramaturgo Leonid Bolobán, en coautoría con Leonid Predslávych, escribió una obra literaria del mismo nombre que evoca el destino trágico de una campesina enamorada de un joven señor. La obra retoma la intriga de la balada Prychynna de Shevchenko, incorporando asimismo extractos de otras de sus obras.
En los años 1930-40, el director de orquesta y compositor Yevhén Forostina compuso una obra coral del mismo título.
El pintor ucraniano Mykola Buráchek en 1941 y el ruso Borís Smirnov en 1945 pintaron sendos cuadros con el mismo título.
En 1960, el escritor ucraniano Yuri Smolych escribió una novela con el mismo título, y cuya segunda parte evoca los acontecimientos de la guerra civil en Ucrania.
En 1963, el pintor ucraniano Iván Apolónov realizó una obra decorativa con el mismo título.
En 1964, el director de orquesta y compositor Yevhén Kozak compuso una obra coral mixta (hombres y mujeres) con el mismo título.
Las orquestas de la Fuerzas Armadas de Ucrania interpretan la pieza de Kryzhanivsky, con arreglo de O. Kabachenko, únicamente con ocasión de ceremonias fúnebras, dado el carácter solemne de la melodía.
Les orchestres des Forces armées de l'Ukraine exécutent le morceau de Kryjanivsky, retravaillé par O. Kabatchenko, uniquement à l'occasion de cérémonies funèbres (en raison du caractère solennel de la mélodie).
También existe una versión modificada con un carácter político, registrada en 1962 pero que hace referencia a los acontecimientos de 1905, durante los cuales una manifestación pacífica en San Petersburgo fue reprimida por el ejército imperial, causando al menos 96 muertos: Ревэ та стогнэ люд голодный («Ruge y gime el pueblo famélico»).